# 倭文部可良麻呂
倭文部 可良麻呂（しとりべ の からまろ、生没年不詳）は、奈良時代の防人。

## 経歴・人物
常陸国の人物。天平勝宝7歳（755年）2月、防人として筑紫に派遣された際詠んだ長歌が『万葉集』に1首入集。

## 歌
- 足柄の　み坂たまはり　顧みず　我は越え行く　荒し男も　立しや憚る　不破の関　越えて我は行く　馬の蹄　筑紫の崎に　留居て　我は斎はむ　諸は　幸くと申す　帰り来まてに[1]